# Liivalaia tänav
La rue de Liivalaia (estonien : Liivalaia tänav ou Liivalaia tn) est une rue de Tallinn en Estonie.

## Présentation
La rue de Liivalaia va de la route de Pärnu à la route de Tartu en traversant les quartiers de Tatari, Veerenni, Sibulaküla, Maakri et Kompassi.
La rue Liivalaia part de la route de Pärnu d'où la rue Suur-Ameerika tänav part dans la direction opposée.
Elle se termine à la route de Tartu d'ou elle est prolongée par la rue Pronksi tänav.
La longueur de la rue est de 1,423 km.

## Lieux et monuments de la rue
- Liivalaia 3 – Maison conçue  par Roman Koolmar (et) ;
- Liivalaia 5 – Immeuble résidentiel construit selon le standard 1-317A-12
- Liivalaia 8-12 – Siège social de Swedbank[4] ;
- Liivalaia 9 – Eesti Gaas[5] ;
- Liivalaia 24 – Ancien palais de justice du tribunal du comté de Harju (et) ;
- Liivalaia 27 – Maison conçue par Eugen Sacharias (et)
- Liivalaia 33 – Olümpia hotell ;
- Liivaliaa 34-36 – Quartier de l'artère (et)[6]:
- Liivalaia 38 – Église Notre-Dame de Kazan ;
- Liivalaia 38 – Nordea maja
- Liivalaia 53 – Stockmann Tallinn ;

## Galerie

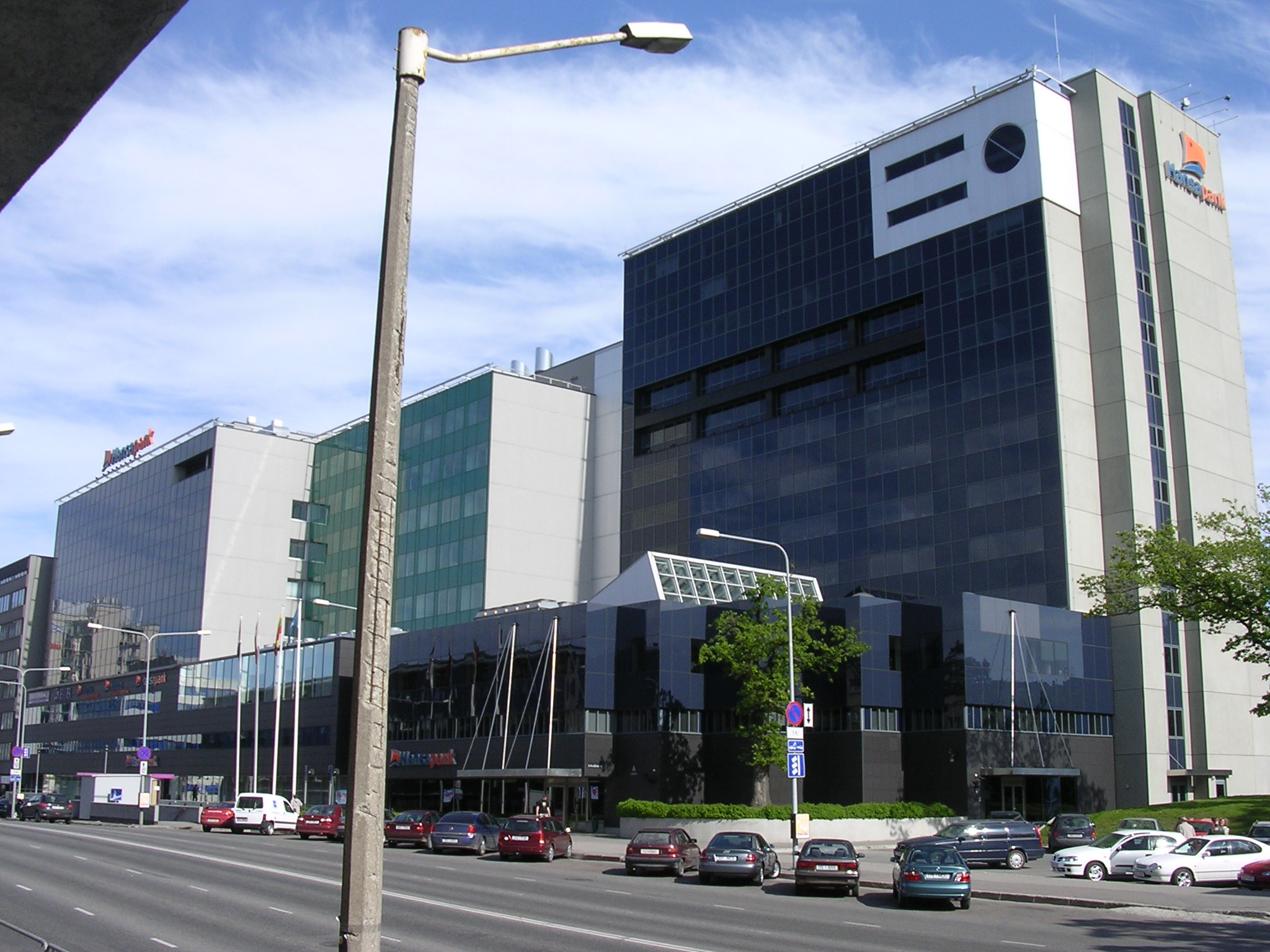
Liivalaia 8-12 -  Siège de Swedbank.
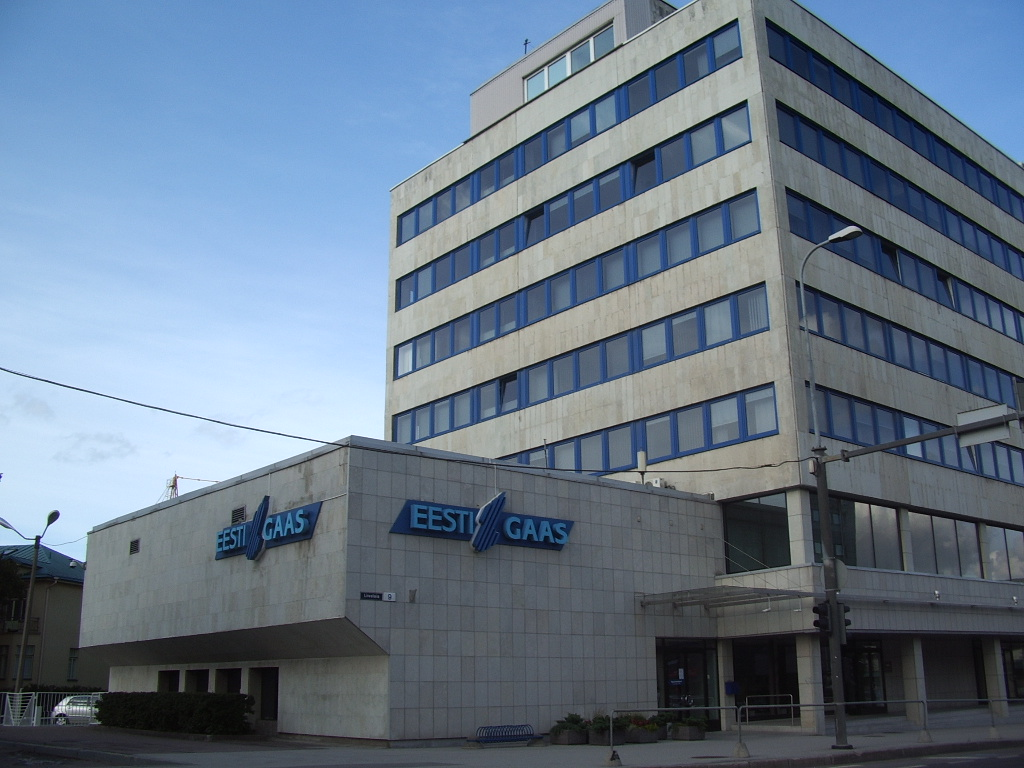
Liivalaia 9 -  Eesti Gaas
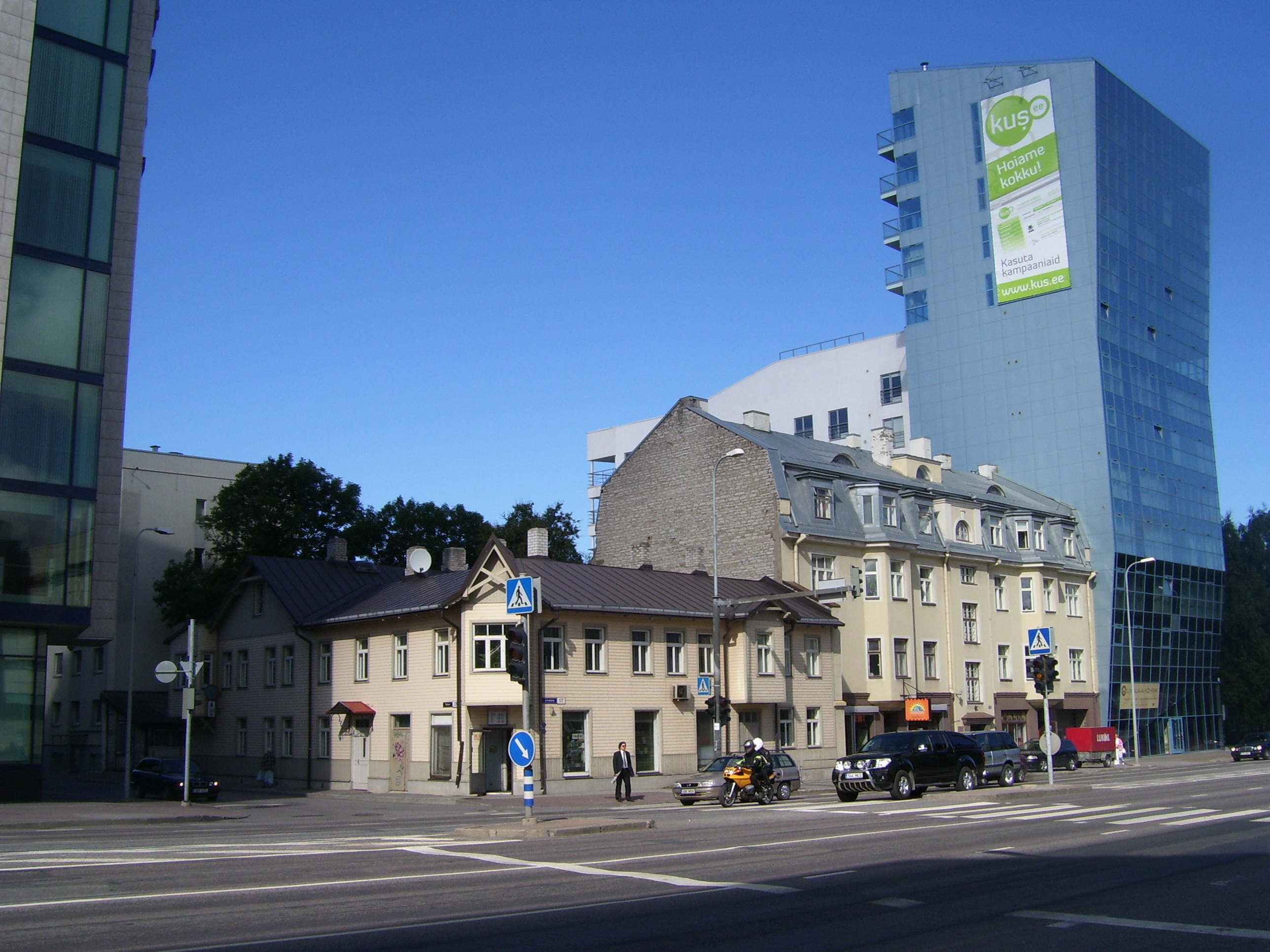
Liivalaia 17-19 -  Tatari
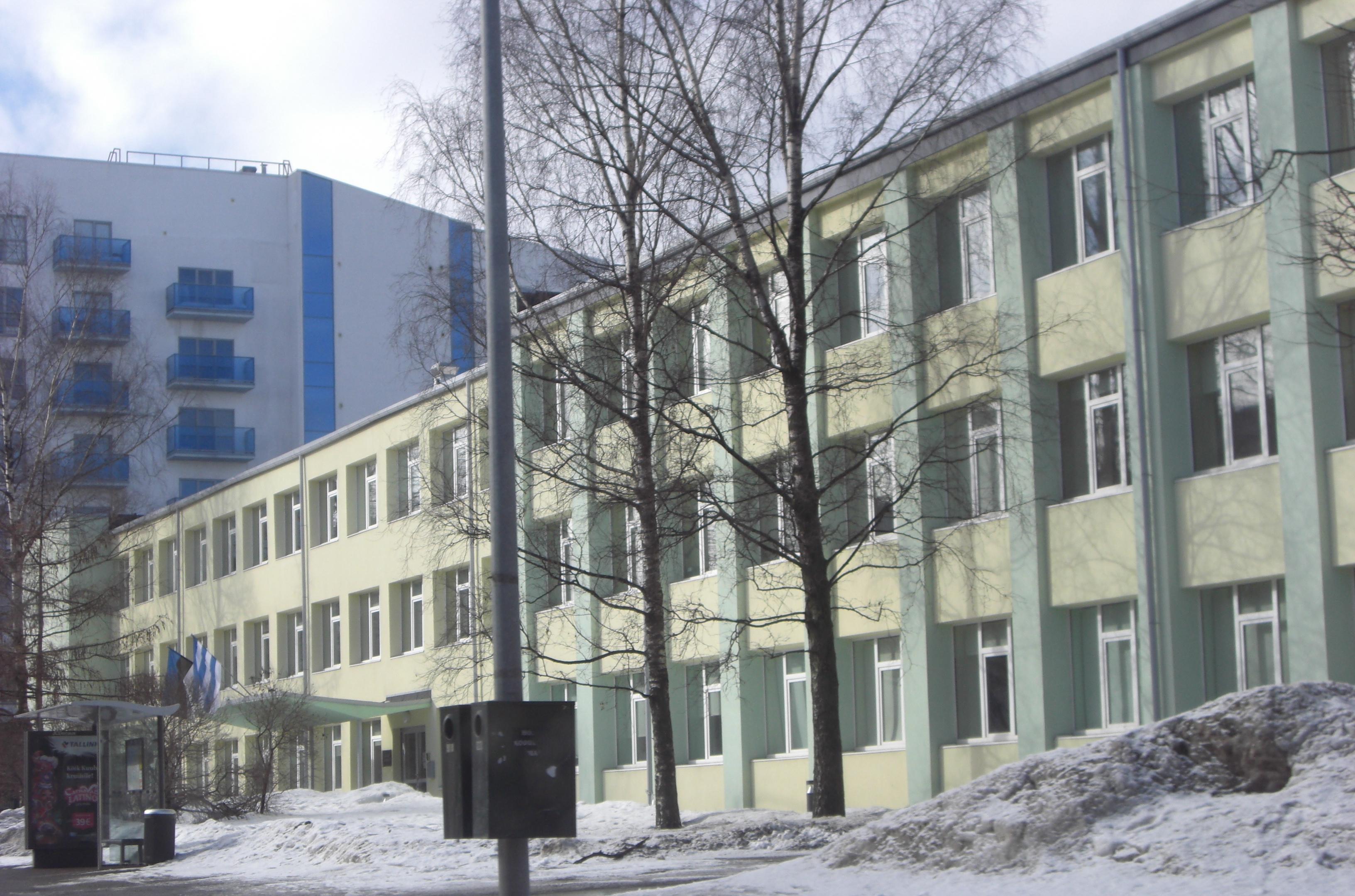
Liivalaia 23 -  École de Südalinna
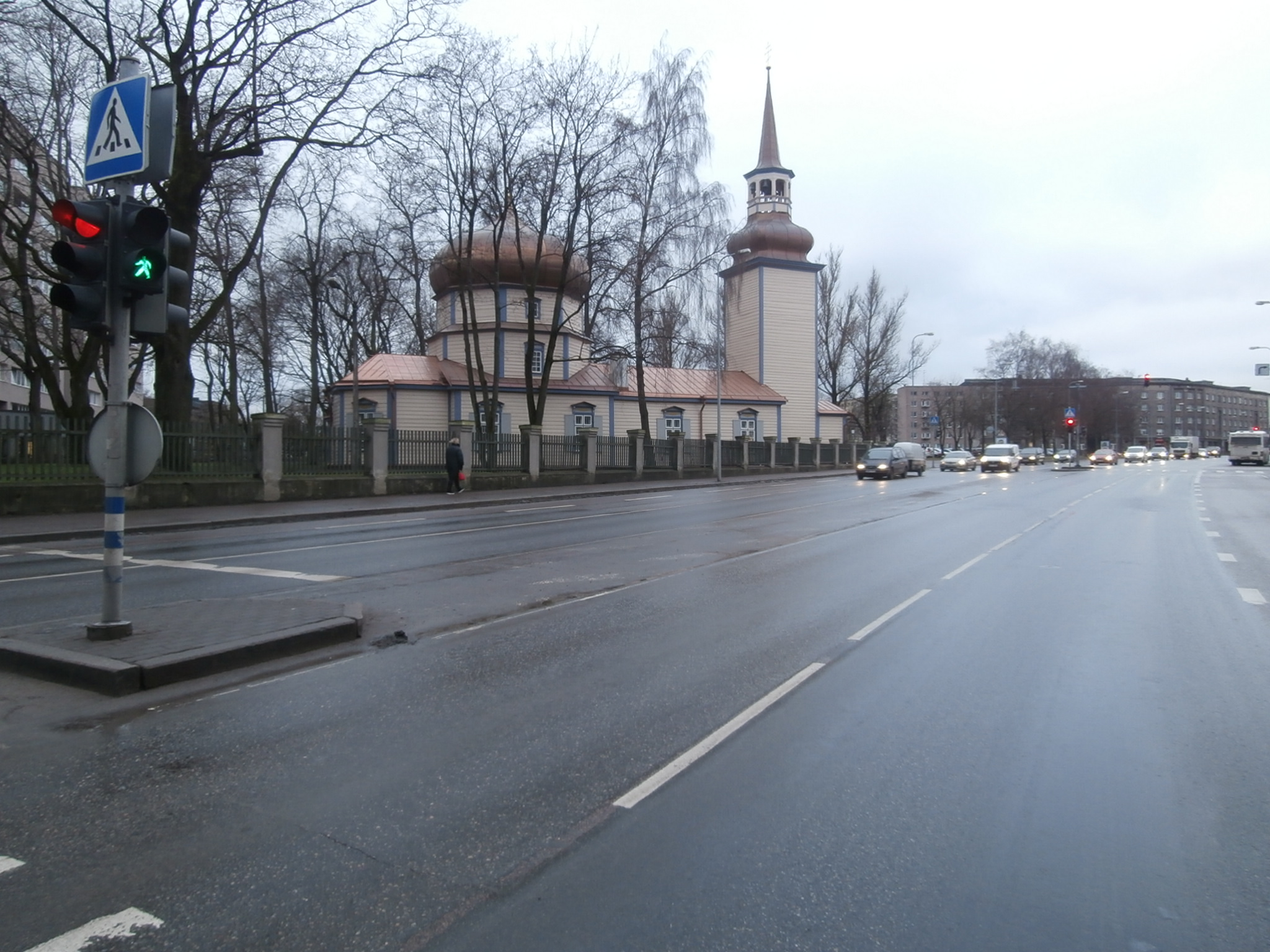
Liivalaia 38 -  Église Notre-Dame de Kazan
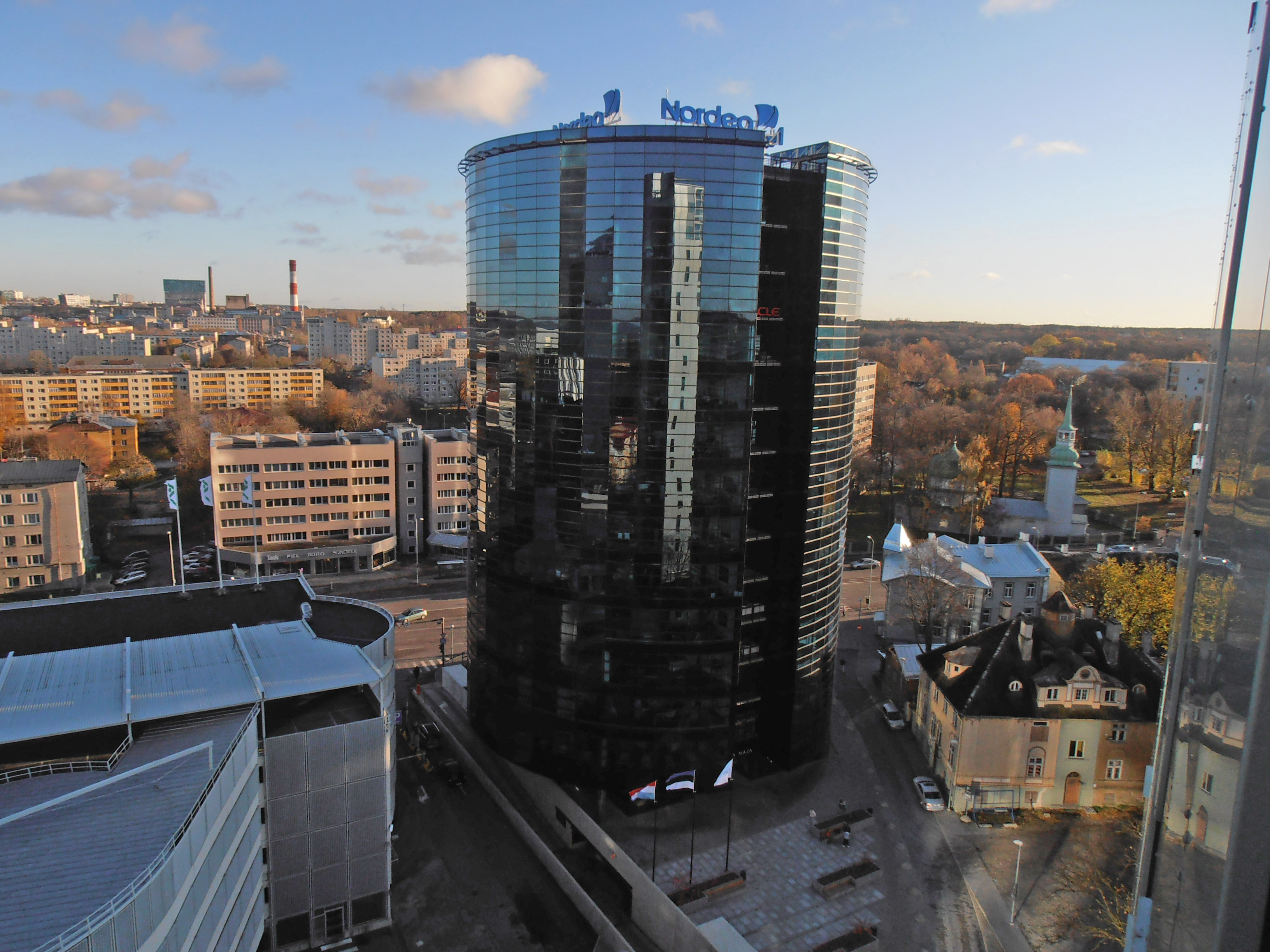
Liivalaia 45 - Nordea maja
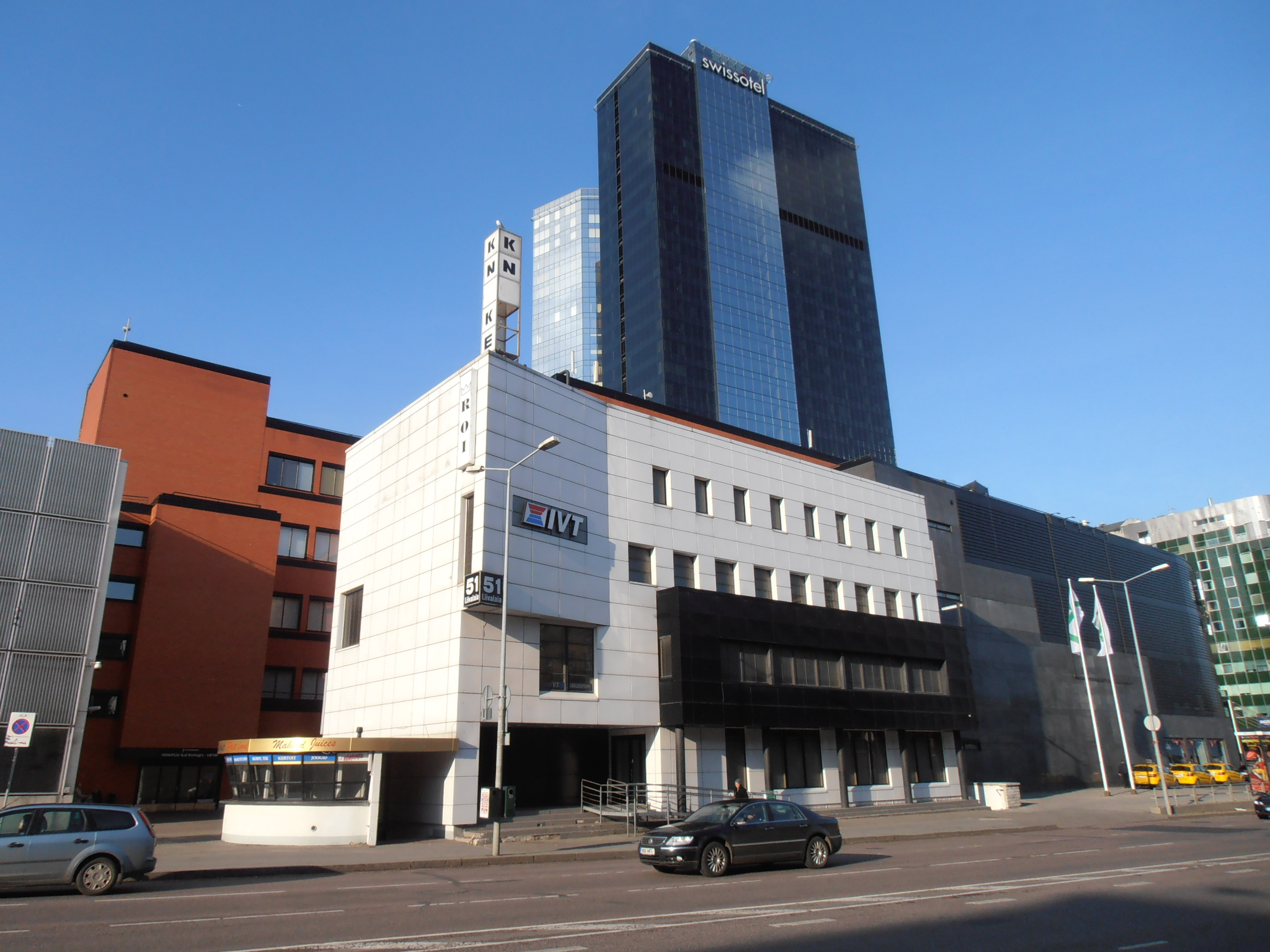
Liivalaia 51
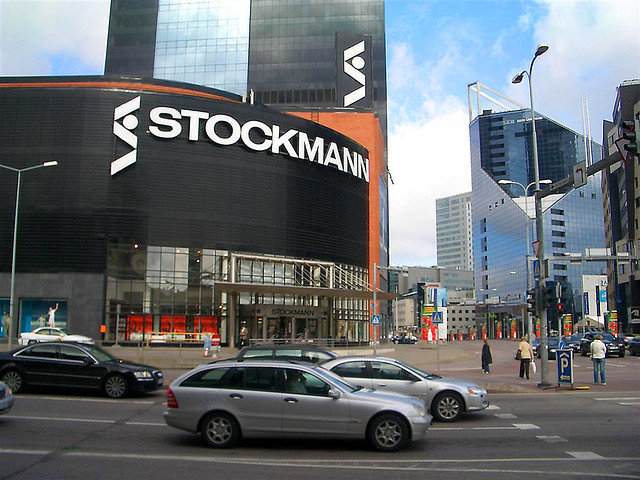
Liivalaia 53